# Hay que deshacer la casa
Hay que deshacer la casa és una obra de teatre de Sebastián Junyent Rodríguez escrita en 1983.

## Argument
Després de molts anys d'absència, Ana, que viu a París, torna a Guadalajara i es retroba amb Laura per a repartir l'herència dels seus pares. Els temps i els ambients passats es van fent presents en les dues germanes.

## Premis
- Premi Lope de Vega.

## Representacions destacades
- Teatre Principal de València, 1985. Estrena.[2]
  - Intèrprets: Amparo Rivelles, Lola Cardona.

- Teatro Tabaris, Buenos Aires, 1988.[3]
  - Intèrprets: Charo López, Thelma Biral (substituïda més tard per Soledad Silveyra).

- Teatro Muñoz Seca, Madrid, 2014. Adaptació amb els personatges masculins.[4]
  - Intèrprets: Ramón Langa, Andoni Ferreño.

## Adaptacions
L'obra es va portar al cinema en 1986, en una pel·lícula del mateix títol protagonitzada per Rivelles i Amparo Soler Leal.